# Campana sobre campana

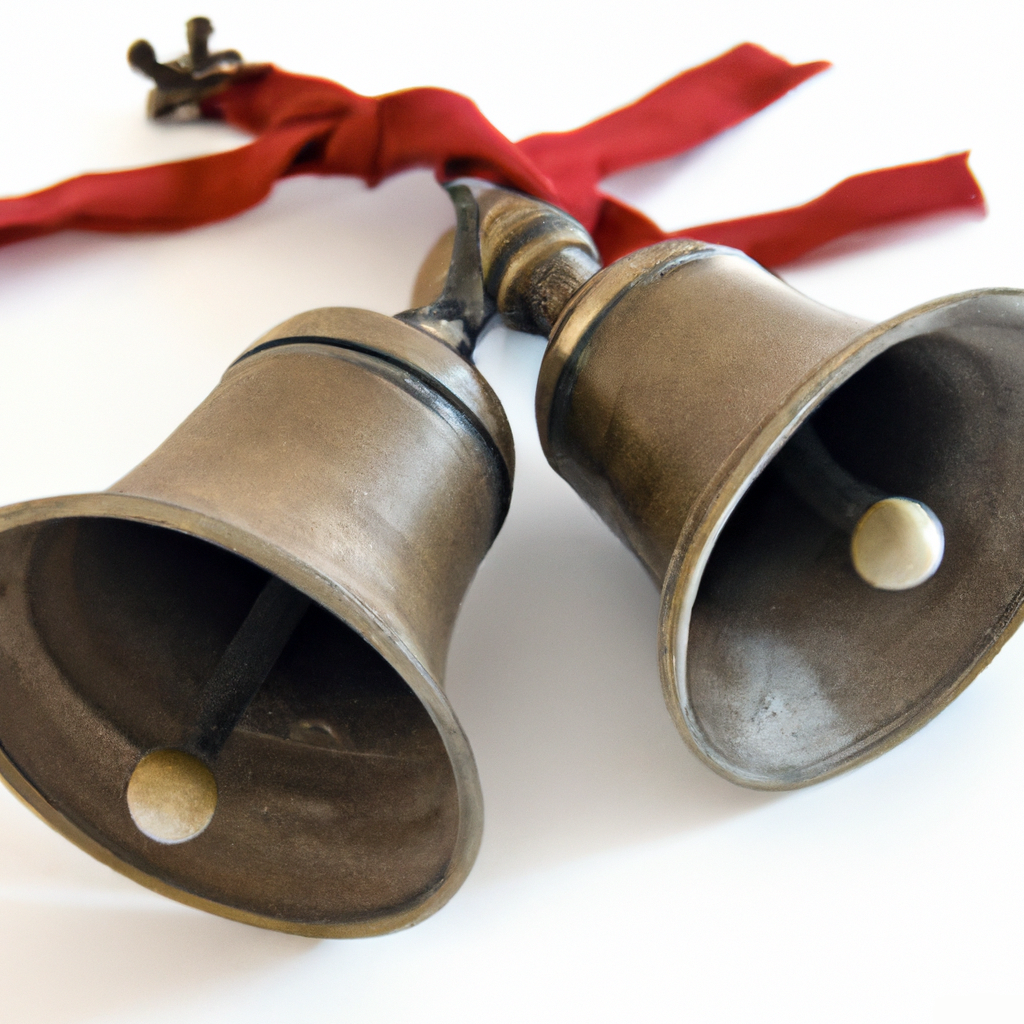
Un par de campanas

Campana sobre campana (también es conocido como Campanas de Belén) es un villancico navideño de origen andaluz muy conocido en España y América Latina cuyo origen se remonta al siglo XX.
El villancico expresa la alegría del nacimiento de Jesús con el sonido de las campanas y narra algunos episodios del acontecimiento, como la falta de posada, la adoración de los magos y las risas del niño y su madre.

## Referencia del villancico
Mientras la melodía transcurre, sus versos cuentan una historia, pues las campanas son un símbolo especial de la iglesia, ya que su sonido se relaciona con la divinidad y las creencias supersticiosas. Inicialmente, se anuncia el alumbramiento y con una metáfora expresa la alegría con el sonido de campanas. Luego, se narra la "celebración por el parto de la Virgen María", ya que los pastores van a Belén a llevar "requesón, manteca y vino".
La letra cuenta la historia del nacimiento de Jesús y la alegría que anuncian las campanas de Belén

## Letra
La letra cuenta la historia del nacimiento de Jesús y la alegría que anuncian las campanas de Belén.

Campana sobre campana
Y sobre campana una
Asómate a la ventana
Verás el niño en la cuna
Belén, campanas de Belén
Que los ángeles tocan
¿Qué nuevas me traéis?
Recogido tu rebaño
¿A dónde vas, pastorcito?
Voy a llevar al portal
Requesón, manteca y vino
Belén, campanas de Belén
Que los ángeles tocan
¿Qué nuevas me traéis?
Campana sobre campana
Y sobre campana dos
Asómate a la ventana
Porque está naciendo Dios

Belén, campanas de Belén
Que los ángeles tocan
¿Qué nuevas me traéis?

Caminando a medianoche
¿Dónde caminas, pastor?
Le llevo al niño que nace
Como Dios mi corazón

Belén, campanas de Belén
Que los ángeles tocan
¿Qué nuevas me traéis?

Campana sobre campana
Y sobre campana una
Asómate a la ventana
Veras al niño en la cuna

Belén, campanas de Belén
Que los ángeles tocan
¿Qué nuevas me traéis?

Recogido tu rebaño
¿A dónde vas, pastorcito?
Voy a llevar al portal
Requesón, manteca y vino

Belén, campanas de Belén
Que los ángeles tocan
¿Qué nuevas me traéis?